# 图尔泽勒-龙济耶尔
图尔泽勒-龙济耶尔（法語：Tourzel-Ronzières，法語發音：[tuʁzɛl ʁɔ̃zjɛʁ]）是法国多姆山省的一个市镇，属于伊苏瓦尔区。该市镇由图尔泽勒（Tourzel）和龙济耶尔（Ronzières）两村庄组成。

## 地理
图尔泽勒-龙济耶尔（45°31'36"N, 3°7'47"E）面积11.77 平方千米，位于法国奥弗涅-罗讷-阿尔卑斯大区多姆山省，该省份为法国中南部省份，北起阿列省接壤，东临卢瓦尔省，南至上盧瓦爾省和康塔爾省，西接科雷兹省和克勒兹省。
与图尔泽勒-龙济耶尔接壤的市镇（或旧市镇、城区）包括：沙萨涅、梅约、圣弗洛雷、圣樊尚、沃达布勒。

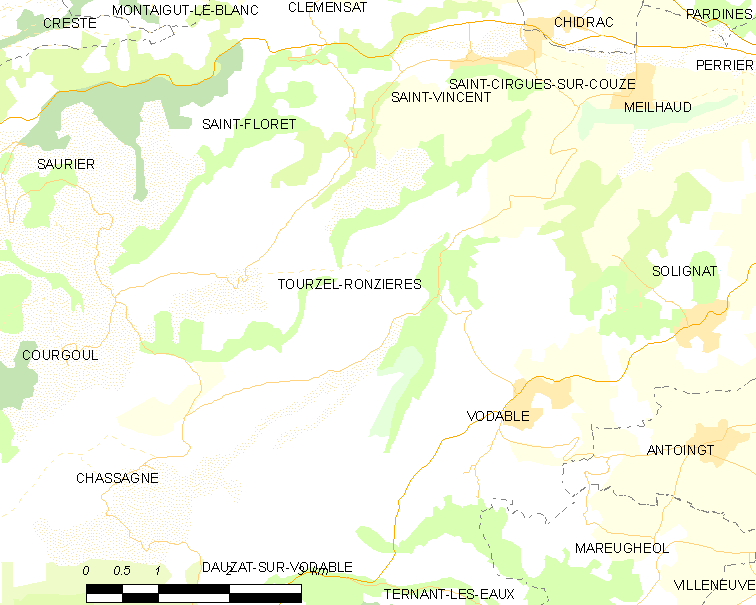
图尔泽勒-龙济耶尔的OSM定位图

图尔泽勒-龙济耶尔的时区为UTC+01:00、UTC+02:00（夏令时）。

## 行政
图尔泽勒-龙济耶尔的邮政编码为63320，INSEE市镇编码为63435。

## 政治
图尔泽勒-龙济耶尔所属的省级选区为勒桑西县。

## 人口

1962-2008年间图尔泽勒-龙济耶尔人口变化图示

图尔泽勒-龙济耶尔于2022年1月1日时的人口数量为202人。